# Charlotte Eustace Sophie de Fuligny-Damas
Charlotte Eustace Sophie de Fuligny-Damas, född 1741, död 1828, var en fransk målare. 
Hon är främst känd för sina blomstermålningar. 